# Breaking In (2018)
Breaking In ist ein US-amerikanischer Thriller von James McTeigue aus dem Jahr 2018. Der Film erschien am 11. Mai 2018 in den USA und kam am 16. August 2018 in die deutschen Kinos.

## Handlung
Shaun Russell fährt mit ihren Kindern Jasmine und Glover zum Haus ihres Vaters Isaac, um nach dessen gewaltsamem Tod das Haus zu verkaufen. Direkt vor ihrer Ankunft brechen dort vier Kriminelle in das Haus ein. Ziel ihres Raubzuges ist Isaacs Safe. Während Shaun außerhalb des Hauses ist, nehmen sie ihre Kinder als Geiseln. Statt aufzugeben, beschließt Shaun jedoch, zurückzuschlagen, indem sie unter anderem die technischen Hilfsmittel im Haus ihres Vaters gegen die Einbrecher einsetzt.

## Produktion
Regie führte James McTeigue, das Drehbuch stammt von Ryan Engle.

## Rezeption
Der Film erhielt mäßige Kritiken. Bei Rotten Tomatoes waren 27 % der 101 Rezensionen positiv, bei Metacritic hält der Film einen Metascore von 42/100, basierend auf 24 Kritiken.
Karsten Munt vom Filmdienst meint, dass der Film sich nur „auf einen einzigen Fluchtpunkt konzentriert: die Rolle der Mutter. Ein Ansatz, dessen Potenzial sich aber in ständig wiederholten Plattitüden wie ‚Mütter laufen nicht davon‘ erschöpft und den Film als Alleinstellungsmerkmal entsprechend nicht tragen kann“.
Dass der Film das Klischee des Ausbrechens aus dem Haus einmal umdreht, sieht Antje Wessels von Filmstarts zwar als „eine clevere Variation […], aber am Ende macht diese Prämisse erstaunlicherweise kaum einen Unterschied zum altbekannten Verlauf holzschnittartiger Home-Invasion-Plots aus“.
Der Film konnte bisher weltweit rund 51 Millionen US-Dollar einspielen.